# 天道盟天和會
天道盟天和會，是臺灣三大犯罪組織之一的天道盟旗下的分會。

## 簡介
天和會，主要勢力在臺北中和地區，活動範圍在北部的臺北及桃園等地。該會創會者 綽號「阿宗」。在2007年8月，會長許承得（綽號：「阿標」）因涉及組織犯罪防制條例為警方查獲到案；此後，「阿標」避走大陸。原「阿標」的左右手張○令等趁機坐大，並順勢將地盤接收，以經營地下錢莊、暴力討債、開設簽賭網站及收取保護費為收入來源。

## 組織
- 創會者：綽號「阿宗」
- 會長：許承得（綽號：「阿標」，原太極會副會長）[3]
- 副會長：游Ｏ賢（綽號：「大象」，前中和市民代表）[4]
- 桃園地區：陳Ｏ豪（原偵查隊刑警）[5]